# Ilha Vaigatch
A ilha Vaigatch (em russo:  Вайгач) é uma ilha localizada no arquipélago de Nova Zembla, norte da Rússia, frente à costa ártica da Sibéria, entre o mar de Pechora e o mar de Kara.
A principal peculiaridade da ilha deve-se principalmente ao facto de que durante muitos séculos foi a ilha sagrada dos Nenetses, a que chamavam Hebidya Ya, que significa "terra santa". De acordo com as suas lendas, era a morada dos deuses. Pastores de renas e caçadores visitavam anualmente a ilha para fazer sacrifícios aos deuses e pedir proteção e boa sorte na caça.

## Geografia
A ilha Vaigatch está separada da península de Iugor, no continente, pelo estreito de Iugor e da Nova Zembla pelo estreito de Kara. Administrativamente, é parte do okrug autónoma da Nenétsia.
Com 3 383 km², comprimento de 100 km e largura máxima de 45 km, tem temperaturas médias entre −20 °С (fevereiro) e 5 °С (junho). O ponto mais alto tem 170 m de altitude.
A ilha é formada principalmente por argila, arenito e calcário. É geologicamente recente. Retorcidas arribas rochosas compõem em geral a sua costa e as rochas são muito fraturadas pelo gelo, mas provavelmente por gelo marinho mais que o dos glaciares. 
Há muitos rios (20-40 km de comprimento), pântanos e pequenos lagos na ilha, que na sua maior parte se compõe de tundra. As praias elevadas são frequentes. As localidades de Vaigatch são Dolgaia Guba e Varnek, totalizando cerca de 100 habitantes.